# Frank R. Scarpitti
 Frank R. Scarpitti (* 12. November 1936 in Butler, Pennsylvania; † 28. Februar 2019) war ein US-amerikanischer Soziologe und Kriminologe, der an der University of Delaware forschte und lehrte. 1981 amtierte er als Präsident der American Society of Criminology (ASC).
Nachdem Scarpitti 1962 an der Ohio State University zum Ph.D. (Soziologie) promoviert worden war, war seine erste berufliche Position die eines Forschungsleiters zur Gemeindepsychiatrie. Daraus entstand das Buch Schizophrenics in the Community, für das er 1967 mit dem Hofheimer Prize for Research der American Psychiatric Association ausgezeichnet wurde. Im selben Jahr nahm er eine außerordentlichen Professur für Kriminologie an der University of Delaware an und wurde 1969 zum ordentlichen Professor befördert, was er bis zu seiner Emeritierung blieb.

## Schriften (Auswahl)
- Mit anderen: Crime and criminals. Contemporary and classic readings in criminology. 2. Auflage, Oxford University Press, New York 2009.
- Mit Paul T. McFarlane: Deviance, action, reaction, interaction. Studies in positive and negative deviance. Addison-Wesley Pub. Co., Reading 1975.
- Social problems. Holt, Rinehart and Winston, New York 1974.
- Schizophrenics in the community. An experimental study in the prevention of hospitalization. Appleton-Century-Crofts, New York 1967.